# Herman Cain
Herman Cain (født 13. december 1945, død 30. juli 2020) var en amerikansk forretningsmand og republikansk politiker.
Han forsøgte at blive republikanernes kandidat til det amerikanske præsidentvalg 2012, men trak sig i december 2011 efter anklager om utroskab..
Herman Cain døde d. 30 juli 2020 efter at have fået covid-19.